# Tweekleurig porseleinhoen
Het tweekleurig porseleinhoen (Zapornia bicolor synoniem: Porzana bicolor) is een vogel uit de familie van rallen (Rallidae).

## Verspreiding en leefgebied
Deze soort komt voor van noordoostelijk India tot het zuidelijke deel van Centraal-China.